# フランスワイン
フランスワイン（仏: Vin de France、英: French wine）は、フランス共和国で生産されるワイン（ぶどう酒）である。
現在、ワインの生産量ではイタリアが、ぶどうの栽培面積ではスペインがそれぞれ世界一である。だが、品質の高さ、洗練されたワイン文化、知名度などで、フランスはワイン産地として高く評価されている。これは、フランスの気候・風土が、ワイン用ぶどうの栽培に適していることが一番の理由であるが、1935年にAOC法を制定するなど、フランス共和国政府を挙げて、ワイン品質の維持・管理・向上に取り組んでいる。

## 概要
フランスでは、ほぼ全土に渡って多かれ少なかれワインが生産されている。中でも最も有名な産地（アペラシオン）は、南西部のボルドーと東部のブルゴーニュであり、北東部のシャンパーニュはスパークリングワイン「シャンパン」の産地として知られる。この他に、中部のロワール川や、南部のローヌ川沿いの地域がよく知られており、各地で固有のワインが生まれている。アルザスのワインは白が主流で果実味が強く、ライン川を挟んで隣国のドイツのワインに近い。アルプス山脈沿いのサヴォワも同様に白が中心である。

## AOC法による分類
フランスの原産地呼称は、1935年に制定された原産地呼称統制（Appellation d'Origine Contrôlée, AOC）法による。このAOCの規制により、産地ごとに定められたブドウの品種や製法などの要件を満たさなければ、その生産地（アペラシオン）を名乗ることはできない。呼称はフランス国立原産地名称研究所(Institut National de l'Origine et de la qualité, INAO)によって管理されている。
2009年8月1日に導入されたEUの原産地名称保護制度による分類では、原産地呼称保護ワイン（AOP）、地理的表示保護ワイン（IGP）、地理的表示のないワインの三種に区分しているが、その表示は現在まず見ることはない。
現在のフランスワインは、AOC法によって次の4つの分類に分けられている。これらの分類は、それぞれのワインの「美味い」「不味い」を定義するものではない。

### AOCワイン
AOCワイン（原産地呼称統制ワイン）は、生産地・ぶどう品種・栽培法・醸造法・アルコール度数などが、厳しく制限されているものである。地域名より地区名、さらに村名とより狭い範囲のAOCほど統制が厳しく、一般には高級品となる。例えば、ボルドーでは、マルゴーなど村の名前が入ったものが最も細かいAOCであり、ブルゴーニュでは更に、畑の名前「ロマネ・コンティ」までに細分化されている。以下、ブドウの原産地が広がるに応じて、順次メドックなどの地区名、ボルドーなど地方名とAOCの範囲が広がる。より限定された産地(アペラシオン)ほど、土地の個性を反映するものとされる。EUの原産地名称保護制度では、原産地呼称保護ワイン（AOP）に該当する。

### VDQSワイン
AOCワインよりやや統制が緩い、予備軍的存在の VDQS（Vin Délimité de Qualité Supérieure 、ヴァン・デリミテ・ドゥ・カリテ・シュペリウール）がある。かつてはラングドック・ルーションや南西地方、ローヌ地方などに多くあったが、1980年代から90年代にかけて大半がAOCに昇格したため、今は全体の1パーセント以下である。EUの原産地名称保護制度では、原産地呼称保護ワイン（AOP）に該当する。

### ヴァン・ド・ペイ
ヴァン・ド・ペイ（Vin de pays）とは、「地方のワイン」の意味。テーブルワイン（日常消費用ワイン）の一つだが、異なる産地のワインのブレンドは禁止されている。最近AOCに勝る高い評価を得ているものも出てきている。ヴァン・ド・ペイでも産地表示が認められており、ラベルにVin de Pays ～（～に地名が入る）の表記があり、セパージュやヴィンテージの入っているものが多い。その呼称はアペラシオンとは大きく異なり、各アペラシオンの商標的価値を損ねないよう配慮されている。ヴァン・ド・ペイの中で最も知られた産地呼称は、南部のラングドック地方を示す「オック」（Oc , Vin de Pays d'Oc ヴァン・ド・ペイ・ドック）であり、ロワール川沿いの「ジャルダン・ド・ラ・ロワール（Vin de Pays du Jardin de la Loire）」もよく知られている。EUの原産地名称保護制度では、地理的表示保護ワイン（IGP）に該当する。

### ヴァン・ド・ターブル
ヴァン・ド・ターブル（仏: Vin de Table）は、かつてフランス人が水代わりに飲んでいたワインであるが、現在大手のネゴシアン（ワイン商社）が作っているものは、安価でも品質が安定しており、毎日飲むデイリーワインに適している。EUの原産地名称保護制度では、地理的表示のないワインに該当する。